# Haplognathia ruberrima
Haplognathia ruberrima är en djurart som tillhör fylumet käkmaskar, och som först beskrevs av Wolfgang Sterrer 1966.  Haplognathia ruberrima ingår i släktet Haplognathia och familjen Haplognathiidae. Inga underarter finns listade i Catalogue of Life.